# Marinefunksendestelle Marlow
Die Marinefunksendestelle Marlow ist eine Sendeanlage der Deutschen Marine in Marlow in Mecklenburg-Vorpommern.
Zur Marinefunkstelle Marlow gehört eine drehbare Grenz- und Kurzwellenantenne, die von der Funkstation mit dem Rufzeichen DHO26 genutzt wird. Zu der Anlage gehört außerdem ein 106,3 Meter hoher Fernmeldeturm aus Stahlbeton.
Die Einrichtung existiert seit 1975. Nach der Wende übernahm sie die Bundeswehr. Um die Jahrtausendwende modifizierte Daimler Benz Aerospace die etwa 80 Hektar große Anlage umfassend für den Weitverkehr auf Kurzwelle. Die von weitem erkennbare Drehstandantenne wurde 1999 aufgebaut. Im Frühjahr 2004 kam ein modernes Dienstgebäude hinzu. In seinem Erdgeschoss befinden sich eine Küche mit Essraum, die Büros, eine Werkstatt und der Senderaum mit den eigentlichen Sendeanlagen. Die Funkstelle ist seitdem ein wichtiges Instrument der Marineführung. Zweck der Anlage ist die Führung auf See befindlicher Einheiten der Marine. Besonders auffallend ist der Drehstand mit einer Höhe von 91,5 m und 80 m Breite, daneben existieren zwölf weitere kleinere Antennen auf dem Gelände. Nach offiziellen Angaben arbeiten 20 Soldaten im Schichtbetrieb rund um die Uhr auf dem Gelände und stellen die technischen Voraussetzungen des Betriebs sicher, alle Anlagen können vom MHQ Glücksburg ferngesteuert werden.